# 楚江街道
楚江镇，是中华人民共和国湖南省常德市石门县下辖的一个乡镇级行政单位。

## 行政区划
楚江镇下辖以下地区：
红土社区、二天门社区、闫家坝社区、老西门社区、观山社区、渫阳社区、双红社区、荷花社区、晒谷社区、永兴寺社区、黄泥岗社区、中渡社区、新铺岗社区、双土庙社区、宝塔社区和龙凤社区。